# John Costello (cầu thủ bóng đá)
John Costello (15 tháng 5 năm 1890 – 24 tháng 6 năm 1915) là một cầu thủ bóng đá người Anh thi đấu ở vị trí hậu vệ phải thi đấu ở Football League cho Glossop.

## Đời tư
Ngày 30 tháng 9 năm 1914, trong những tháng đầu tiên của Thế chiến thứ nhất, Costello có tên trong Plymouth Battalion, Royal Naval Division của Royal Marine Light Infantry. Ông mang hàm sergeant và mất vì bị thương ở Gallipoli ngày 24 tháng 6 năm 1915. Ông được tưởng niệm tại Đài tưởng niệm Hải quân Plymouth.